# 8e armée (Royaume-Uni)
Pour les articles homonymes, voir 8e armée.
La VIIIe armée du Royaume-Uni ou VIIIe armée britannique ou VIIIe armée (Eighth Army) était une formation de l'Armée britannique. Elle a combattu lors de la campagne d'Afrique du nord, en particulier lors de la première et de la seconde bataille d'El Alamein et de la campagne d'Italie. C'est l'une des formations les plus célèbres de la Seconde Guerre mondiale.

## Organisation
Elle fut toujours commandée par des officiers britanniques, dont Montgomery, mais les unités qui la composaient venaient de l'ensemble de l'Empire britannique et du Commonwealth britannique, ainsi que des pays d'Europe occupés par les nazis.
Elle comprenait des unités d'Afrique du Sud, d'Australie, du Canada, de la France libre, d'Inde, de Nouvelle-Zélande, de Pologne, de Rhodésie, de l'île Maurice et du Royaume-Uni.
Parmi les unités ayant servi dans la VIIIe armée, on peut citer : le 1er Corps canadien, le Ve corps britannique, le Xe corps britannique, le XIIIe corps britannique, le XXXe corps britannique, le IIe Corps polonais, et parmi les unités de taille inférieure, la 7e division blindée britannique ("les rats du désert"), la 51e division d'infanterie des Highlands, et les Forces françaises du Western Desert.
Cette armée fut opposée, successivement, à l'armée royale italienne en Libye, puis au corps expéditionnaire allemand venu la renforcer, l'Afrikakorps, au cours de la guerre du Désert. Le sort de l'Égypte reposa sur les épaules du général de la huitième armée, lorsque Rommel, le Renard du désert s'en approcha par deux fois.

## Histoire

### Guerre du désert
La VIIIe Armée fut formée à partir de la Western Desert Force en septembre 1941 et placée sous le commandement du Lieutnant General Sir Alan Cunningham. Son numéro lui fut attribué comme suite logique des sept armées engagées par la France jusqu'ici dans la guerre[réf. nécessaire]. Elle ressemble alors le 13e corps d'infanterie, et le XXXe corps blindé (118 000 hommes et 724 chars). 
Elle connut son premier engagement le 17 novembre 1941 lorsqu'elle traversa la frontière avec la Cyrénaïque pour aller à la rencontre de l'Afrikakorps. Le commandant en chef pour le Moyen-Orient, le Général Sir Claude Auchinleck, remplaça Cunningham par le Major General Neil Ritchie. Ritchie ne parvint pas à stopper Rommel et fut à son tour remplacé par Auchinleck qui prit directement le commandement.
L'Afrika Korps fut finalement arrêtée à la Première bataille d'El Alamein. Auchinleck incapable de tirer parti de ce succès fut à son tour remplacé en tant que commandant en chef pour le Moyen-Orient par le Lieutenant General Alexander et en tant que commandant VIIIe Armée par le Lieutenant General Bernard Montgomery.
Montgomery ajouta au XIIIe corps et au XXXe corps, qui composaient déjà la VIIIe Armée, une formation de poursuite, le 10e corps.
Elle battit les troupes de Rommel de façon décisive lors de la seconde bataille d'El Alamein, les poursuivit à travers la Libye, puis les affrontent à nouveau lors de la Campagne de Tunisie, jusqu'à leur reddition en mai 1943.

### Campagne d'Italie
La VIIIe Armée participa à l'invasion de la Sicile et à la Campagne d'Italie continentale. Ses unités débarquèrent au bout de la « botte » dans le cadre de l'opération Baytown et participèrent ensuite, sur le flanc est des forces alliées, aux combats en remontant vers le nord.
À la fin de l'année 1943, Montgomery fut transféré en Grande-Bretagne afin de préparer le débarquement de Normandie. Le Lieutenant General Oliver Leese prit le commandement de la VIIIe Armée.

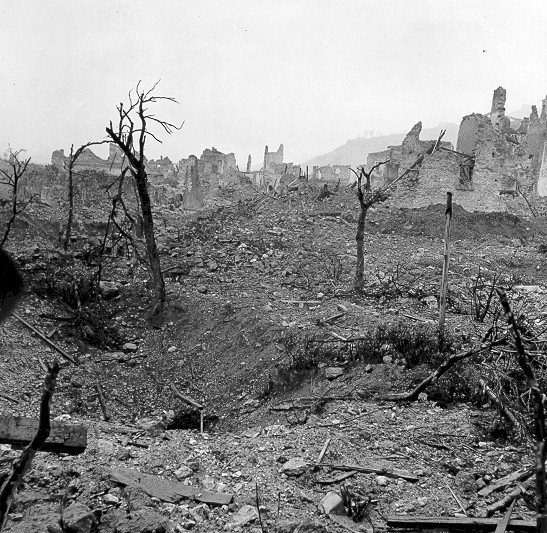
Bataille du Monte Cassino

Durant les combats improductifs sur la Ligne Gustave, début 1944, elle fut, à l'exception du Ve Corps, transférée des côtes adriatiques vers le front des Apennins dans le but de percer vers Rome. C'est le Deuxième corps polonais, incorporé à la VIIIe Armée, qui prit finalement le monastère du Monte Cassino.
Après la capture de Rome, elle fut retransférée sur la côte adriatique. À la fin de l'été, les troupes alliées buttèrent contre une nouvelle ligne de défense allemande, la Ligne gothique. Celle-ci ne fut forcée qu'à l'automne 1944, ne permettant pas aux Alliés de déboucher dans la plaine du Pô avant l'hiver. En octobre, Leese fut réaffecté à la tête des forces terrestres alliées pour l'Asie du Sud-Est, nouvelle appellation du 11e Groupe d'Armées et le Lieutenant General Sir Richard McCreery lui succéda.
Au printemps 1945, la VIIIe Armée reprit son offensive. Elle prit Bologne et isola et détruisit des unités importantes du Groupe d'Armée C en avril, puis avança rapidement à travers l'Italie du nord-est et l'Autriche.
Des difficultés surgirent lorsque les Britanniques rencontrèrent les forces yougoslaves. Les troupes de Tito avaient l'intention de prendre le contrôle de la Vénétie julienne. Arrivées avant les forces britanniques, elles furent très actives pour prévenir la mise en place d'un gouvernement militaire, comme cela s'était fait dans le reste de l'Italie. Elle parvinrent même à limiter les transits d'approvisionnement à travers la zone britannique d'occupation en Autriche et tentèrent également de prendre le contrôle de zones autrichiennes.
Le 2 mai 1945, la 2e division néo-zélandaise entra dans Trieste en même temps que la 4e Armée yougoslave et le 9e corps slovène.
Si la VIIIe Armée a connu des déboires à ses débuts, elle ne fut plus défaite après la Seconde bataille d'El Alamein. Son avancée depuis El Alamein jusqu'en Tunisie fut l'une des plus grandes réussites de logistique militaire de tous les temps. Elle s'est, par ailleurs, distinguée en combattant dans des conditions difficiles durant la Campagne d'Italie. Elle finit son mandat en tant que Forces britanniques en Autriche.

## Ordre de bataille
La 8e Armée fut créée en septembre 1941 à partir du 13e corps, comprenant la 7e division blindée et la 4e division d'infanterie indienne. Elle était placée sous le commandement du lieutenant-général Alan Cunningham. En novembre 1941, elle comprenait deux corps :
- le 13e commandé par le lieutenant-général Reade Godwin-Austen[2], comprenant :
  - la 2e division néo-zélandaise, commandée par le major-général Bernard Freyberg[3],
  - la 4e division d'infanterie indienne commandée par le major-général Frank Messervy[4],
  - la 1e brigade de char de soutien commandée par le brigadier Watkins[5] ;

- le 30e corps commandé par le lieutenant-général Willoughby Norrie[6], comprenant :
  - la 7e division blindée commandée par le major-général William Gott[7],
  - la 1e division d'infanterie sud africaine commandée par le major-général George Brink[8],
  - la 4e brigade blindée commandée par le Brigadier Alexander Gatehouse,
  - la 2e brigade de la garde commandée par le Brigadier Erskine[5].

Elle incluait également la garnison de Tobrouk soutenue par la 70e division d'infanterie commandée par le major-général Ronald Scobie, incluant elle même la brigade indépendante de chasseurs des Carpates.
Au moment de la seconde bataille d'El Alamein, elle comptait plus de 220 000 soldats répartis en 10 divisions et plusieurs brigades indépendantes.

## Commandants de la 8earmée de 1941 à 1945
- 9 septembre 1941 – 26 novembre 1941 : lieutenant-général Alan Cunningham
- 26 novembre 1941 – 25 juin 1942 : lieutenant-général Neil Ritchie
- 25 juin 1942 – 13 août 1942 : général Claude Auchinleck
- 13 août 1942 – 29 décembre 1943 : général Bernard Montgomery
- 29 décembre 1943 – 1 octobre 1944 : lieutenant-général Oliver Leese
- 1er octobre 1944 – juillet 1945 : lieutenant-général Richard McCreery

## Vétérans
Après guerre, les vétérans de la 8e armée tiennent des réunions annuelles au Royal Albert Hall. À la fin des années 1970, ils forment l’association des Vétérans de la 8e armée, qui a compté jusqu'à plus de 35 sections et était particulièrement implantée  dans le nord ouest du Royaume-Uni.